# Зиновские Выселки
Зиновские Выселки — деревня Краснослободского района Республики Мордовия в составе Мордовско-Паркинского сельского поселения. 

## География
Находится на расстоянии примерно 12 км по прямой на запад от районного центра города Краснослободск.

## История
Известна с 1894 года, когда была учтена как деревня Зиновкинский Выселок Краснослободского уезда из 57 дворов. Основана после отмены крепостного права переселенцами из села Хлыстовка.

## Население
Постоянное население составляло 57 человек (русские 95%) в 2002 году, 52 в 2010 году .